# Заслужений діяч культури Республіки Білорусь

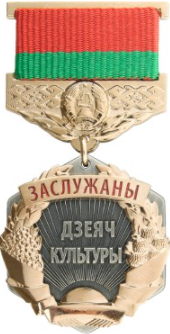

«Заслужений діяч культури Республіки Білорусь» — почесне звання.

## Порядок присвоєння
Присвоєння почесних звань Республіки Білорусь здійснює Президент Республіки Білорусь. Рішення щодо присвоєння державних нагород оформляються указами Президента Республіки Білорусь. Державні нагороди,в тому числі почесні звання, вручає Президент Республіки Білорусь або інші службовці за його вказівкою. Присвоєння почесних звань РБ відбувається в урочистій атмосфері. Державна нагорода РБ вручається нагородженому особисто. У випадку присвоєння почесного звання РБ з вручення державної нагороди видається посвідчення.
Особам, удостоєнних почесних звань РБ, вручають нагрудний знак.
Почесне звання «Заслужений діяч культури Республіки Білорусь» присвоюється висококваліфікованим працівникам
закладів культури, поліграфії, друку, радіо та телебачення, інших організацій, в тому числі державних органів, які здійснюють керування та регулювання в сфері культури, а також письменникам, поетам, учасникам самодіяльної
творчості, які працюють у сфері культури п'ятнадцять і більше років, за заслуги у розвитку культури.